# CHRISTMAS TIME IN BLUE -聖なる夜に口笛吹いて-
「CHRISTMAS TIME IN BLUE -聖なる夜に口笛吹いて-」（クリスマス・タイム・イン・ブルー せいなるよるにくちぶえふいて）は、佐野元春の通算20作目のシングル。1985年11月21日にEPIC・ソニー（現：エピックレコードジャパン）から発売された。

## 概要
12インチシングルとしてリリースされたこの曲は、アルバム『Café Bohemia』の先行シングルである。佐野は、過去に3枚12インチシングルをリリースしたが、3枚ともに既存の楽曲のリミックスだったため、佐野にとって初の12インチシングルでリリースしたオリジナル曲である。
12/2付オリコンシングルチャート初登場8位(初週売上28,030枚)
レコードには「Hi Everybody! MERRY CHRISTMAS!! '85/24/12 ─── MOTO」と、佐野直筆のメッセージが刻まれている。
発売から5年たった1990年12月24日、佐野はテレビ朝日系で放送された『ディズニーの魔法の国のメリー・クリスマス』に出演した際に、東京ディズニーランドにてこの楽曲を披露された。当時、佐野がテレビ出演をすることは珍しかったため、大きな話題となった。
ベストアルバム『Moto Singles 1980-1989』にはB面収録のOriginal Versionが収録された。

## ジャケット
ジャケットのイラストは牧野良幸が担当。これは、佐野が1985年にリリースしたカセットブック『ELECTRIC GARDEN』を担当した縁からである。当時の牧野の自宅へ佐野が訪れてラフ・ミックス前のカセットを流しながらディスカッションをし、イラストは佐野の渡米中に牧野が多数書き、帰国した佐野が選びボツは本曲の特集雑誌に掲載され、残りは手放してしまったという。

## 再発盤
1991年にジュエルケース仕様・ピクチャーレーベルで初CD化。1992年から1998年まで毎年マキシシングルケース仕様・ピクチャーレーベルで再発売された。

## 収録曲
- 全作詞・作曲・編曲：佐野元春
- ストリングスアレンジ：矢野誠

A Side
1. CHRISTMAS TIME IN BLUE -聖なる夜に口笛吹いて- (Vocal/Extended Dub Mix)

B Side
1. CHRISTMAS TIME IN BLUE (Vocal/Original Version)
2. CHRISTMAS TIME IN BLUE (Instrumental/Orchestra Version)

## レコーディング・メンバー
THE HEARTLAND
- Vocals, Guitars：佐野元春
- Bass：小野田清文
- Drums：古田たかし
- Guitars：横内健亨
- Synth.：西本明
- Percussion：里村美和

THE TOKYO BE-BOP
- Saxophone：ダディ柴田
- Trumpet：石垣三十郎
- Tromborne：ボーン助谷

THE PRETTY FLAMINGOS
- Unknown